# Milkovodne, Djankoi
Milkovodne (în ucraineană Мілководне) este un sat în comuna Zavito-Leninskîi din raionul Djankoi, Republica Autonomă Crimeea, Ucraina.

## Demografie
Componența lingvistică a localității Milkovodne
     Tătară crimeeană (40,94%)
     Ucraineană (30,43%)
     Rusă (25,72%)
Conform recensământului din 2001, nu exista o limbă vorbită de majoritatea populației, aceasta fiind compusă din vorbitori de tătară crimeeană (40,94%), ucraineană (30,43%) și rusă (25,72%).